# Parenostre (Janáček)
Parenostre, JW IV/29 (en txec Otčenáš), és una cantata composta per Leoš Janáček per a tenor, cor i piano (harmònium) o arpa i orgue. Es va estrenar el 15 de juny de 1901 al Teatre Nacional de Brno, amb quadres vivents, amb el mateix Janáček dirigint els cors. Va ser composta per recaptar fons per al refugi de dones de Brno.

## Origen i context

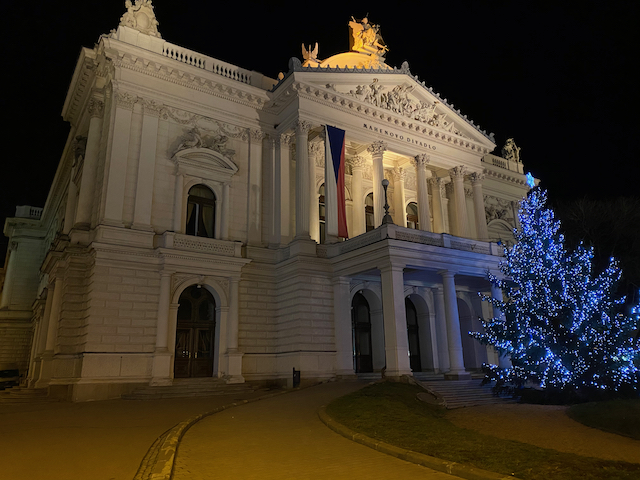
Teatre Nacional de Brno, on es va estrenar l'obra

La música religiosa de la República Txeca (abans Txecoslovàquia, i anteriorment Bohèmia i Moràvia) ha estat sempre única, però influenciada per les regions veïnes: l'Alemanya catòlica al nord i els països ortodoxos a l'oest. El poder dels Habsburg al segle XVIII i el nacionalisme del segle XIX van generar un sentiment a la vegada antialemany i anticatòlic.
El compositor txec més conegut és Antonín Dvorák, amb un volum prodigiós de música religiosa. El seu deixeble i paisà, Janáček, és més famós per les seves òperes i obres orquestrals, encara que va escriure dues peces religioses d'alt nivell: l'agitada Missa glagolítica i la composició més sensible Parenostre. El compositor, encara que no era creient, es va animar a escriure un arranjament musical per al text inspirat per una sèrie de pintures de l'artista contemporani polonès Józef Męcina-Krzesz, que va inspirar Janáček per crear la seva pròpia interpretació de l'oració. Janáček va canviar la concepció idealista de Krzesz pel realisme, i va reduir les set parts de l'oració en cinc quadres.

## Representacions

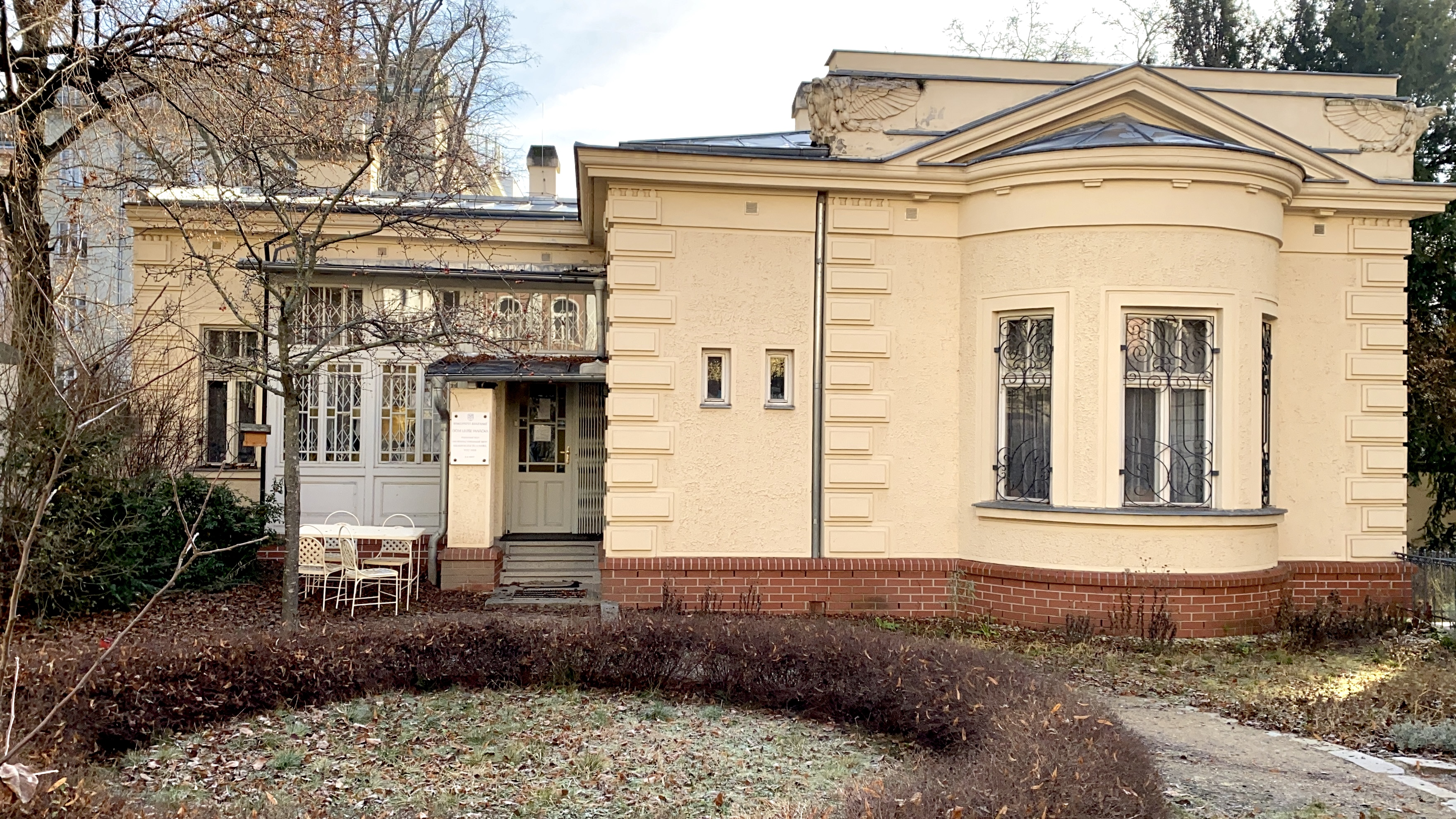
Casa de Leoš Janáček a l'Escola d'orgue de Brno.jpg

La partitura original d'aquesta oració de Janáček es va completar entre el maig i el juny de 1901 i fou escrita per a tenor i cor mixt i piano i harmònium. Es va estrenar el 15 de juny de 1901 al Teatre Nacional de Brno, amb quadres vivents, amb el mateix Janáček dirigint els cors. Entre els intèrprets hi havia dos dels associats de Janáček de l'Escola d'orgue -Max Koblížek (director) i l'acabada de graduar, Ludmila Tučková (piano)- i el tenor Zdeněk Lev (Miroslav Lazar), que ja havia fet la primera representació de Cançó de primavera de Janáček.
Sis anys més tard el compositor va tornar a treballar-hi per fer un acompanyament amb arpa i orgue. Aquesta versió es va dur a terme per primera vegada el 18 de novembre 1906 per l'Associació Coral Hlahol a Praga, aquesta vegada dirigits per Adolf Piskáček.

## Anàlisi musical
La melodia no segueix la influència de la cançó popular de Moràvia, amb els accents marcats en les penúltimes síl·labes -com és habitual al dialecte de Làquia. Amb un tractament polimelòdic ric, la seqüència dramàtica anticipa l'òpera Jenůfa.
L'obra té sis moviments curts i contrastants. En tres moviments ("Pare nostre", "El nostre pa de cada dia, doneu-nos, Senyor, el dia d'avui" i "No permeteu que nosaltres caiguem en la temptació"), el cor presenta els missatges principals, en els altres tres, els solistes canten seguint una modulació harmònica contínua.